# Mi ha stregato il viso tuo/A te
Mi ha stregato il viso tuo / A te pubblicato nel 1972 è un 45 giri della cantante italiana Iva Zanicchi.

## Tracce
Lato A
- Mi ha stregato il viso tuo - 4:08 - (L. Albertelli - R. Soffici)

Lato B
- A te - 3:50 - (F. Simone)